# Gregor Čremošnik
Gregor Čremošnik [grêgor čremóšnik], slovenski zgodovinar, * 24. februar 1890, Ločica ob Savinji, † 12. november 1958, Ljubljana.

## Življenje in delo
Čremošnik je študiral slavistiko in zgodovino na Univerzi v Gradcu in tam leta 1915 doktoriral. Izpopolnjeval se je iz srednjeevropske in balkanske zgodovine na Univerzi na Dunaju. V letih 1915−1917 je kot suplent služboval v Trstu. Leta 1917 je bil imenovan za tajnika Inštituta za proučevanje Balkana v Sarajevu, v letih 1919−1935 pa je bil kustos v Zemaljskem muzeju v Sarajevu, kjer je vodil tudi knjižnico in srednjeveški oddelek. 1932 je postal dopisni član Srbske akademije znanosti in umetnosti (SANU). Leta 1935 je bil izvoljen za izrednega in nato za rednega profesorja za občo zgodovino srednjega veka in pomožne zgodovinske vede na Filozofski fakulteti v Skopju. Tu je služboval do leta 1941, ko so ga pregnali v Beograd in upokojili. Leta 1946 se je vrnil v Slovenijo, kjer je kot redni profesor prevzel katedro za zgodovino južnih Slovanov na ljubljanski Filozofski fakulteti.
Ukvarjal se je predvsem z zgodovino srednjeveške Bosne, Srbije in Dubrovnika. Od 1948 je bil član Zgodovinskega inštituta JAZU v Dubrovniku. 

## Delo
- Glasnik zemaljskog muzeja u Sarajevu, Nova serija I—V, 1946—1950, 1950
- Istoriski glasnik. I.—III. letnik. Organ Istoriskog društva NR Srbije. Beograd 1948—1950. »Naučna knjiga«, Izdavačko preduzeće Srbije, 1951
- Dubrovniške šole v srednjem veku (soavtor Ignacij Voje), 1998